# British Columbia Highway 28
Der British Columbia Highway 28 befindet sich auf Vancouver Island. Er verläuft von Campbell River in südwestlicher Richtung nach Gold River. Westlich der Gemeinde endet der Highway am Fährhafen des Muchalat Inlets. Der Highway hat eine Gesamtlänge von 88 km.

## Verlauf

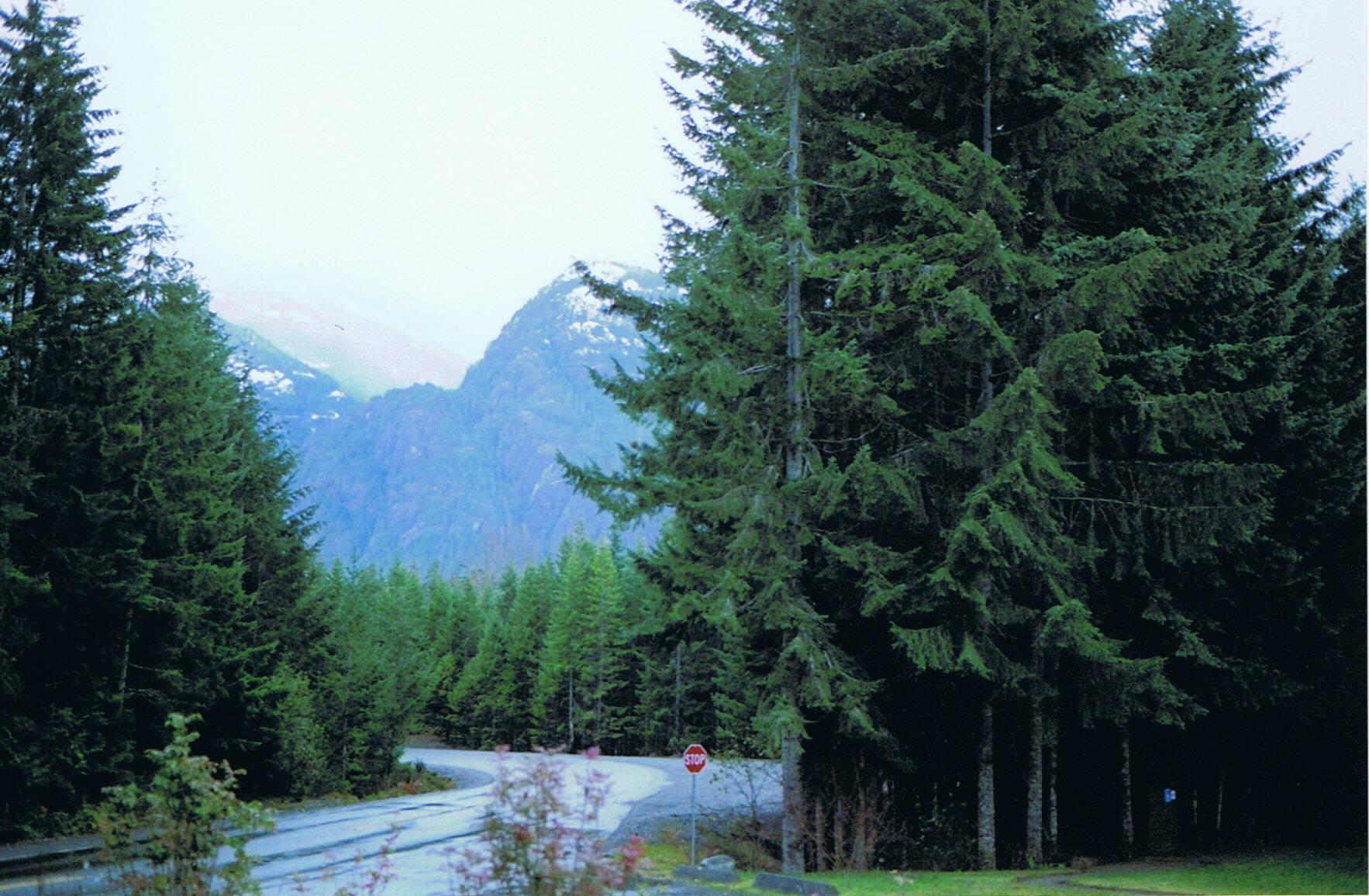
Highway 28 durch den Strathcona Provincial Park

Der Highway beginnt in Campbell River, er zweigt dort in westlicher Richtung vom Highway 19 ab. Er führt direkt westlich der Stadt durch den Elk Falls Provincial Park, einem 1087 ha großen Park, der ein beliebtes Ausflugsziel ist. Der Highway folgt südwestlicher Richtung und streift das östliche Ufer des Campbell Lake. Auf seinem Weg nach Westen überwindet die Straße dabei die Vancouver Island Ranges. Der Highway führt entlang des östlichen Ufers des Upper Campbell Lakes und führt über eine Brücke an der Enge zwischen Upper Campbell Lake und Buttle Lake. Danach folgt die Route weiterhin dem Ufer des Upper Campbell Lakes. An dessen westlichem Ende folgt die Route dem Gold River, sie führt durch den nördlichen Teil des Strathcona Provincial Parks, dem größten Provincial Park auf Vancouver Island. Westlich des Parks wird die Gemeinde Gold River erreicht. Die Straße führt durch den Ort und endet dann am Fährhafen des Muchalat Inlets, von wo aus die westlich gelegenen Inseln per Wassertaxi erreicht werden können.